# Wysokość ortometryczna
Wysokość ortometryczna - odległość (różnica wysokości) mierzona od powierzchni Ziemi do geoidy, wzdłuż linii pionu w rzeczywistym polu siły ciężkości.